# Championnat d'Iran de football 2020-2021
Navigation
Saison précédente Saison suivante
La saison 2020-2021 du Championnat d'Iran de football est la trente-neuvième édition du championnat national de première division iranienne. Les seize meilleurs clubs du pays prennent part au championnat organisé par la Fédération d'Iran de football. Les équipes sont regroupées au sein d'une poule unique, où elles rencontrent leurs adversaires deux fois, à domicile et à l'extérieur. À l'issue du championnat, les deux derniers du classement sont relégués et remplacés par les deux meilleurs clubs de deuxième division (en) (Azadegan League).
Le Persépolis FC défend son titre et remporte son 14e championnat dont le septième titre en Pro League.

## Qualifications continentales
En fin de saison, le champion et le vainqueur de la Coupe d'Iran se qualifient pour la phase de groupes de la Ligue des champions tandis que le 2e et le 3e du classement doivent passer par le tour préliminaire. Si le vainqueur de la Coupe se classe parmi les trois premiers, c'est le 4e qui obtient son billet pour les barrages de la Ligue des champions.

## Les clubs participants
- Esteghlal Téhéran
- Persépolis FC
- Zob Ahan FC
- Saipa Karaj
- Machine Sazi FC
- Shahr Khodro FC
- Mes Rafsanjan FC   - Promu de Liga Azadegan
- Paykan Football Club
- Foolad Ahvaz
- Aluminium Arak FC - Promu de Liga Azadegan
- Sepahan FC
- Naft Masjed Soleyman
- Sanat Naft
- Gol Gohar Sirjan FC
- Tractor Sazi
- Nassaji Mazandaran

## Compétition

### Classement
Le classement est établi sur le barème de points classique (victoire à 3 points, match nul à 1, défaite à 0).
| Rang | Équipe               | Pts | J  | G  | N  | P  | Bp | Bc | Diff |
| ---- | -------------------- | --- | -- | -- | -- | -- | -- | -- | ---- |
| 1    | Persépolis FC T      | 67  | 30 | 19 | 10 | 1  | 47 | 14 | +33  |
| 2    | Sepahan Ispahan      | 65  | 30 | 19 | 8  | 3  | 53 | 24 | +29  |
| 3    | Esteghlal Téhéran    | 56  | 30 | 16 | 8  | 6  | 36 | 19 | +17  |
| 4    | Tractor Sazi         | 45  | 30 | 12 | 9  | 9  | 35 | 29 | +6   |
| 5    | Gol Gohar Sirjan FC  | 45  | 30 | 13 | 6  | 11 | 33 | 32 | +1   |
| 6    | Foolad Ahvaz C       | 44  | 30 | 10 | 14 | 6  | 27 | 18 | +9   |
| 7    | Paykan Football Club | 40  | 30 | 9  | 13 | 8  | 32 | 30 | +2   |
| 8    | Mes Rafsanjan FC P   | 39  | 30 | 10 | 9  | 11 | 23 | 29 | -6   |
| 9    | Padideh Khorasan     | 38  | 30 | 10 | 8  | 12 | 27 | 31 | -4   |
| 10   | Sanat Naft           | 37  | 30 | 9  | 10 | 11 | 24 | 29 | -5   |
| 11   | Aluminium Arak FC P  | 37  | 30 | 8  | 13 | 9  | 25 | 33 | -8   |
| 12   | Nassaji Mazandaran   | 33  | 30 | 9  | 6  | 15 | 27 | 34 | -7   |
| 13   | Naft Masjed Soleyman | 31  | 30 | 7  | 10 | 13 | 21 | 29 | -8   |
| 14   | Zob Ahan FC          | 26  | 30 | 5  | 11 | 14 | 28 | 39 | -11  |
| 15   | Saipa Karaj          | 26  | 30 | 5  | 11 | 14 | 19 | 34 | -15  |
| 16   | Machine Sazi FC      | 14  | 30 | 2  | 8  | 20 | 19 | 52 | -33  |

|  | Qualification pour la Ligue des champions de l'AFC 2022                         |
|  | Qualification pour le tour préliminaire de la Ligue des champions de l'AFC 2022 |
|  | Relégation directe en Liga Azadegan                                             |
|  | T : Tenant du titre C : Vainqueur de la Coupe d'Iran P : Promu de Liga Azadegan |

- Foolad Ahvaz qualifié en Ligue des champions en tant que vainqueur de la Coupe d'Iran.

## Bilan de la saison
| Championnat d'Iran de football 2020-2021 |                                              |
| Champion                                 | Persépolis Téhéran Football Club (14e titre) |
| Coupes et trophées                       |                                              |
| Vainqueur de la Coupe d'Iran 2020-2021   | Foolad Ahvaz                                 |
| Qualifications continentales             |                                              |
| Ligue des champions de l'AFC 2022        | Persépolis Téhéran Football Club             |
| Ligue des champions de l'AFC 2022        | Sepahan Ispahan                              |
| Ligue des champions de l'AFC 2022        | Esteghlal Téhéran Football Club              |
| Ligue des champions de l'AFC 2022        | Foolad Ahvaz                                 |
| Promotions et relégations                |                                              |
| Promus en Persian Gulf Pro League        | Fajr-Sepasi Chiraz                           |
| Promus en Persian Gulf Pro League        | Sorkhpooshan Pakdasht                        |
| Relégués en Liga Azadegan                | Saipa Karaj                                  |
| Relégués en Liga Azadegan                | Machine Sazi FC                              |